# Jardin botanique de Guyane
 (juin 2024).
Si vous disposez d'ouvrages ou d'articles de référence ou si vous connaissez des sites web de qualité traitant du thème abordé ici, merci de compléter l'article en donnant les références utiles à sa vérifiabilité et en les liant à la section « Notes et références ».
Le jardin botanique de Guyane situé, en Guyane, dans l’axe de Cayenne et de Kourou dans la commune de Macouria est un jardin botanique qui s'étend sur trois hectares. Ses collections comprennent 4 500 taxons dont plus de 750 espèces d’orchidées.

## Description et historique
Le jardin a été créé en octobre 2010. Il bénéficie d'un biotope composé de savane, de forêt haute et de forêt marécageuse.

## Collections de plantes
Réparties au travers d’un parcours extérieur de plus d’un kilomètre de sentier linéaire, les collections de plantes sont, pour la plupart, accessibles aux visiteurs. Les quelques collections remarquables sont :
- Orchidacées
- Bromeliacées
- Aracées

D’autres collections de plantes principalement d’origine guyanaise sont mises en valeur et largement représentées au jardin :
les Arécacées, Costacées, Fabacées, fougères, Héliconiacées,Marantacées, Strelitziacées, Zingibéracées...

## Recherche et conservation
La conservation ex situ:
L’action de conservation ex situ (hors du milieu naturel) par mise en culture au Jardin Botanique permet l’étude complète de spécimens dans des conditions, en Guyane (milieu équatorial amazonien), adéquates.
Ces conditions pallient l’éloignement des sites de recherche et aux difficultés d’accès importantes marquées bien souvent par une absence totale de route et de sentier.
Cette action permet également de disposer et fournir le matériel végétal nécessaire à la réintroduction éventuelle d'une plante dans un milieu naturel dégradé ou contribuer au renforcement in situ d’une population existante.
Le laboratoire:
La configuration du laboratoire et le matériel disponible du jardin botanique permettent l’activité de culture in vitro pour conserver par multiplication des espèces, rares ou en voie d'extinction.
Le laboratoire permet également la conservation des semences des plantes en collection et tout particulièrement celles reconnues menacées au niveau régional.
Les herbiers du jardin botanique:
Une convention établie entre le jardin botanique de Guyane et l'herbier de Guyane (IRD) permet de valoriser sur un autre plan que la conservation ex situ les plantes en collection au jardin botanique.